# Grammia quenselii
Grammia quenselii là một loài bướm đêm thuộc phân họ Arctiinae, họ Erebidae.